# Tassilo von Heydebrand und der Lasa
Tassilo von Heydebrand und der Lasa (conhecido como o "Barão von der Lasa", Berlim, 17 de outubro de 1818 – Osieczna, 27 de julho de 1899) foi um importante enxadrista alemão, diplomata, historiador e teórico do xadrez do século XIX. Também foi um membro importante do Clube de xadrez de Berlim e fundador da Escola de xadrez de Berlim.
Von der Lasa estudou direito em Bonn e Berlim. Em 1845 foi um diplomata a serviço da Prússia, levando-o a trabalhar em Estocolmo, Copenhaga e no Rio de Janeiro entre outros lugares. Ele se retirou do serviço de diplomacia em 1864 e após esta data se dedicou ao mundo do xadrez.
Para o mundo do xadrez moderno ele é conhecido sobre tudo pela co-autoria do Handbuch des Schachspiels, junto com Paul Rudolf von Bilguer.
Em 1850 von der Lasa publicou a Deutsche Schachzeitung (Revista de xadrez alemã), um chamado para um torneio internacional de xadrez, o primeiro do mundo, a ser realizado em Trier, que veio a ser realizado em Londres em 1851. Von der Lasa não participava dos torneios, uma vez que se mantinha ocupado na organização destes, mas era considerado um excelente enxadrista, tendo inclusive derrotado Howard Staunton e Adolf Anderssen. Ele também foi um renomado investigador e teórico do xadrez, publicando numerosos artigos na Deutsche Schachzeitung e, em 1897, sua grande obra Zur Geschichte und Literatur des Schachspiels, Forschungen (Pesquisas na História e Literatura do xadrez). Durante suas pesquisas von der Lasa viajou extensivamente (incluindo uma volta ao mundo de 1887 a 1888), acumulando uma coleção de livros de xadrez, sobre o qual ele publicou um catálogo em 1896. Em 1898 a Federação Alemã de Xadrez condecorou-o pelos seus esforços incansáveis pelo xadrez como seu primeiro membro honorário.